# Kilimandzsáró Nemzeti Park
A Kilimandzsáró Nemzeti Park a világörökség részét képező nemzeti park Tanzániában, a Kilimandzsáró hegyén. Területe 753 négyzetkilométer (2°45'–3°25'D, 37°00'–37°43'K.)
A hegyet és erdőit az 1910-es években vadrezervátummá nyilvánította az akkor német gyarmati kormányzat. 1921-ben erdőrezervátum lett.
1973-ban a hegynek a faövezet feletti (2700 méter) részét nemzeti parkká minősítették és 1977-ben nyílt meg a látogatók számára. A nemzeti parkhoz a 2700 méter feletti részen kívül az erdőövezet hat sávja is hozzátartozik.
Az UNESCO 1987-ben vette fel a világörökségi listára.

## Éghajlata
A nemzeti park területén két esős évszak van: novembertől decemberig, illetve márciustól májusig. A legmelegebb időszak az év első negyede.
A hegyen felfelé haladva gyorsan csökken az átlagos csapadékmennyiség: az erdőövnél, 1830 méter körül évente 2300 milliméter, az erdőöv felső szegélyénél 1300 milliméter (Mandara menedékház), a Horombo háznál 3718 méteren már csak 525, a 4630 méteren elhelyezkedő Kibo háznál pedig 200 milliméter. Az északi lankák viszonylag kevesebb esőt kapnak. A tipikus szélirány délkeleti.

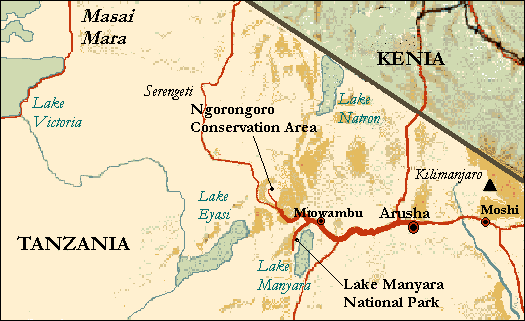

## Vegetációja
A Kilimandzsáró növényvilága öt fő zónára osztható:
- Szavanna bozótos, a déli oldalon 700-1000 méteres, az északi lejtőkön 1400-1600 méteres magasságokig.
- Sűrű szubmontán erdők a déli-délkeleti lejtőkön.
- Montán erdőöv (1300-2800 méter (a szárazabb északi oldalon 1600 métertől).
- Szubalpesi mocsarak.
- Alpesi tőzegmocsarak.

A hegyen mintegy 2500 növényfaj él, ebből 1600 a déli lejtőkön, az erdőövezetben mintegy 900. Mintegy 130 fafaj él itt, a legnagyobb változatosságban 1800 és 2000 méter között. Mintegy 170 bozótfaj, 140 epifita (élősködő) növény, 100 lián faj és 140 spórás növény faj él a hegyen.
Délen és keleten az 1000 és 1700 méter közti zóna jelentős részét mezőgazdasági művelésre fogták és a természetes erdőnövényzet jórészt csak a vízmosásokban maradt fenn.

## Faunája
Az emlősök közül, többek közt él itt a fokföldi fakúszóborz (Dendrohyrax validus), a pusztai bóbitásantilop (Sylvicapra grimmia), a Delamere-bozótiantilop (Tragelaphus scriptus), a vörös bóbitásantilop (Cephalophus natalensis), a kafferbivaly (Syncerus caffer), az  afrikai elefánt (Loxodonta africana), a fejdíszes cerkóf (Cercopithecus mitis), a királykolobusz (Colobus polykomos), a leopárd (Panthera pardus), a tanzániai bóbitásantilop (Cephalophus spadix) és a keskenyszájú orrszarvú (Diceros bicornis) is.
A madarak közül, többek közt él itt a szakállas saskeselyű (Gypaetus barbatus), a hegyi szuharbújó (Cisticola hunteri), a lobélia nektármadár (Nectarinia johnstoni), a örvös holló (Corvus albicollis) és az Abott-fényseregély (Cinnyricinclus femoralis) is.

## Külső hivatkozások
Angol nyelven:
- Kilimanjaro National Park at the UNEP World

Conservation Monitoring Centre:
- UNESCO Natural Site Data Sheet
- Kilimanjaro Topographic GPS Map GPSTravelMaps.com